# Minibidion bondari
Minibidion bondari är en skalbaggsart som först beskrevs av Julius Melzer 1923.  Minibidion bondari ingår i släktet Minibidion och familjen långhorningar. Inga underarter finns listade i Catalogue of Life.